# اچ‌ام‌اس رویال اسکاتسمن

{{Infobox ship characteristics
اچ‌ام‌اس رویال اسکاتسمن (به انگلیسی: HMS Royal Scotsman) یک کشتی بود که طول آن  ۳۴۰ فوت (۱۰۰ متر) Length overall بود. این کشتی در سال ۱۹۳۶ (میلادی)|۱۹۳۶]] ساخته شد.